# Fedora di Sassonia-Meiningen
Fedora Vittoria Augusta Maria Marianna di Sassonia-Meiningen (Potsdam, 19 maggio 1879 – Jelenia Góra, 26 agosto 1945) fu figlia di Bernardo III, duca di Sassonia-Meiningen, e della moglie Carlotta di Prussia, a sua volta figlia maggiore dell'imperatore Federico III di Germania e di Vittoria di Sassonia-Coburgo-Gotha. Fu Principessa di Reuss-Köstritz per matrimonio.
La principessa Fedora fu la prima tra i bisnipoti della regina Vittoria del Regno Unito.

## Biografia

### Infanzia
Fedora fu da sempre ignorata dalla madre, Carlotta di Prussia, e venne quindi spesso accudita dalla nonna materna, Vittoria, principessa reale. Quando Carlotta era presente, essa si riferiva spesso alla figlia con l'epiteto di stupida, cosa che procurava grandi dispiaceri alla principessa Vittoria. Quest'ultima scrisse alla propria madre, la regina Vittoria, parlandole delle preoccupazioni inerenti all'educazione della piccola Fedora.

### Matrimonio

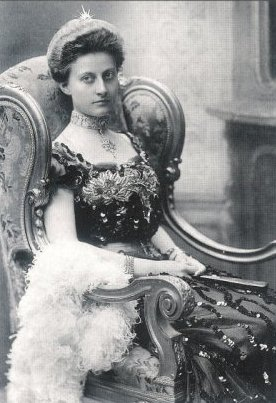
Fedora di Sassonia-Meiningen in una fotografia d'epoca

Il 26 settembre 1898, a Breslavia, Fedora sposò il principe Enrico XXX di Reuss-Köstritz (1864–1939), dal quale non ebbe discendenza e questo le causò grandi dispiaceri.
Fedora fu sempre afflitta da una cattiva salute; recenti esami medici condotti sui suoi resti e quelli della madre, portano a ritenere che fosse affetta da porfiria, ereditata dall'avo materno, re Giorgio III del Regno Unito.

### Ultimi anni e morte
La principessa Fedora trascorse i suoi ultimi anni di vita nel sanatorio Buchwald-Hohenwiese, a Jelenia Góra, nella Slesia; stanca di anni di malattia e di trattamenti di dubbia efficacia – e probabilmente come conseguenza della conferenza di Potsdam che cedette la Slesia sudoccidentale alla Polonia – ella si suicidò con del gas il 26 agosto 1945 all'età di sessantasei anni.

## Ascendenza
|                                    |                         |                                        | Genitori                                   |  |  | Nonni |  |  | Bisnonni                          |  |  | Trisnonni                       |  |
|                                    |                         |                                        |                                            |  |  |       |  |  | Bernardo II di Sassonia-Meiningen |  |  | Giorgio I di Sassonia-Meiningen |  |
|                                    |                         |                                        |                                            |  |  |       |  |  | Bernardo II di Sassonia-Meiningen |  |  | Giorgio I di Sassonia-Meiningen |  |
|                                    |                         | Luisa Eleonora di Hohenlohe-Langenburg |                                            |  |  |       |  |  | Bernardo II di Sassonia-Meiningen |  |  |                                 |  |
| Giorgio II di Sassonia-Meiningen   |                         |                                        |                                            |  |  |       |  |  | Bernardo II di Sassonia-Meiningen |  |  |                                 |  |
|                                    |                         | Maria Federica d'Assia-Kassel          | Guglielmo II d'Assia                       |  |  |       |  |  |                                   |  |  |                                 |  |
|                                    |                         | Maria Federica d'Assia-Kassel          | Guglielmo II d'Assia                       |  |  |       |  |  |                                   |  |  |                                 |  |
|                                    |                         | Maria Federica d'Assia-Kassel          | Augusta di Prussia                         |  |  |       |  |  |                                   |  |  |                                 |  |
| Bernardo III di Sassonia-Meiningen |                         | Maria Federica d'Assia-Kassel          |                                            |  |  |       |  |  |                                   |  |  |                                 |  |
|                                    |                         | Alberto di Prussia                     | Federico Guglielmo III di Prussia          |  |  |       |  |  |                                   |  |  |                                 |  |
|                                    |                         | Alberto di Prussia                     | Federico Guglielmo III di Prussia          |  |  |       |  |  |                                   |  |  |                                 |  |
|                                    |                         | Alberto di Prussia                     | Luisa di Meclemburgo-Strelitz              |  |  |       |  |  |                                   |  |  |                                 |  |
| Carlotta di Prussia                |                         | Alberto di Prussia                     |                                            |  |  |       |  |  |                                   |  |  |                                 |  |
|                                    |                         | Marianna di Orange-Nassau              | Guglielmo I dei Paesi Bassi                |  |  |       |  |  |                                   |  |  |                                 |  |
|                                    |                         | Marianna di Orange-Nassau              | Guglielmo I dei Paesi Bassi                |  |  |       |  |  |                                   |  |  |                                 |  |
|                                    |                         | Marianna di Orange-Nassau              | Guglielmina di Prussia                     |  |  |       |  |  |                                   |  |  |                                 |  |
| Fedora di Sassonia-Meiningen       |                         | Marianna di Orange-Nassau              |                                            |  |  |       |  |  |                                   |  |  |                                 |  |
|                                    | Guglielmo I di Germania | Federico Guglielmo III di Prussia      |                                            |  |  |       |  |  |                                   |  |  |                                 |  |
|                                    | Guglielmo I di Germania | Federico Guglielmo III di Prussia      |                                            |  |  |       |  |  |                                   |  |  |                                 |  |
|                                    | Guglielmo I di Germania | Luisa di Meclemburgo-Strelitz          |                                            |  |  |       |  |  |                                   |  |  |                                 |  |
| Federico III di Germania           | Guglielmo I di Germania |                                        |                                            |  |  |       |  |  |                                   |  |  |                                 |  |
|                                    |                         | Augusta di Sassonia-Weimar-Eisenach    | Carlo Federico di Sassonia-Weimar-Eisenach |  |  |       |  |  |                                   |  |  |                                 |  |
|                                    |                         | Augusta di Sassonia-Weimar-Eisenach    | Carlo Federico di Sassonia-Weimar-Eisenach |  |  |       |  |  |                                   |  |  |                                 |  |
|                                    |                         | Augusta di Sassonia-Weimar-Eisenach    | Marija Pavlovna di Russia                  |  |  |       |  |  |                                   |  |  |                                 |  |
| Carlotta di Prussia                |                         | Augusta di Sassonia-Weimar-Eisenach    |                                            |  |  |       |  |  |                                   |  |  |                                 |  |
|                                    |                         | Alberto di Sassonia-Coburgo-Gotha      | Ernesto I di Sassonia-Coburgo-Gotha        |  |  |       |  |  |                                   |  |  |                                 |  |
|                                    |                         | Alberto di Sassonia-Coburgo-Gotha      | Ernesto I di Sassonia-Coburgo-Gotha        |  |  |       |  |  |                                   |  |  |                                 |  |
|                                    |                         | Alberto di Sassonia-Coburgo-Gotha      | Luisa di Sassonia-Gotha-Altenburg          |  |  |       |  |  |                                   |  |  |                                 |  |
| Vittoria di Sassonia-Coburgo-Gotha |                         | Alberto di Sassonia-Coburgo-Gotha      |                                            |  |  |       |  |  |                                   |  |  |                                 |  |
|                                    |                         | Vittoria del Regno Unito               | Edoardo Augusto di Hannover                |  |  |       |  |  |                                   |  |  |                                 |  |
|                                    |                         | Vittoria del Regno Unito               | Edoardo Augusto di Hannover                |  |  |       |  |  |                                   |  |  |                                 |  |
|                                    |                         | Vittoria del Regno Unito               | Vittoria di Sassonia-Coburgo-Saalfeld      |  |  |       |  |  |                                   |  |  |                                 |  |
|                                    |                         | Vittoria del Regno Unito               |                                            |  |  |       |  |  |                                   |  |  |                                 |  |